# Karyokarovité

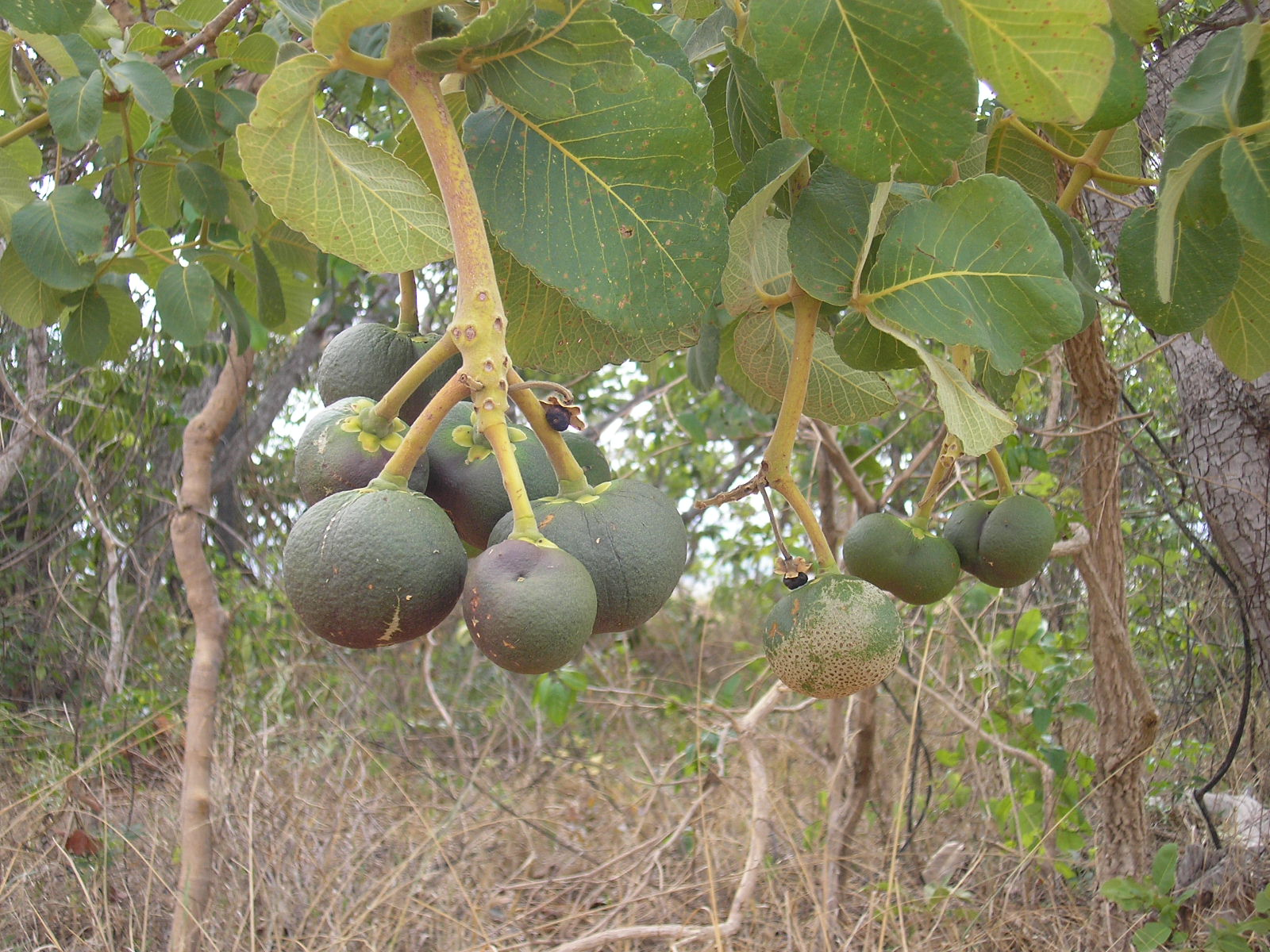
Plody Caryocar brasiliense

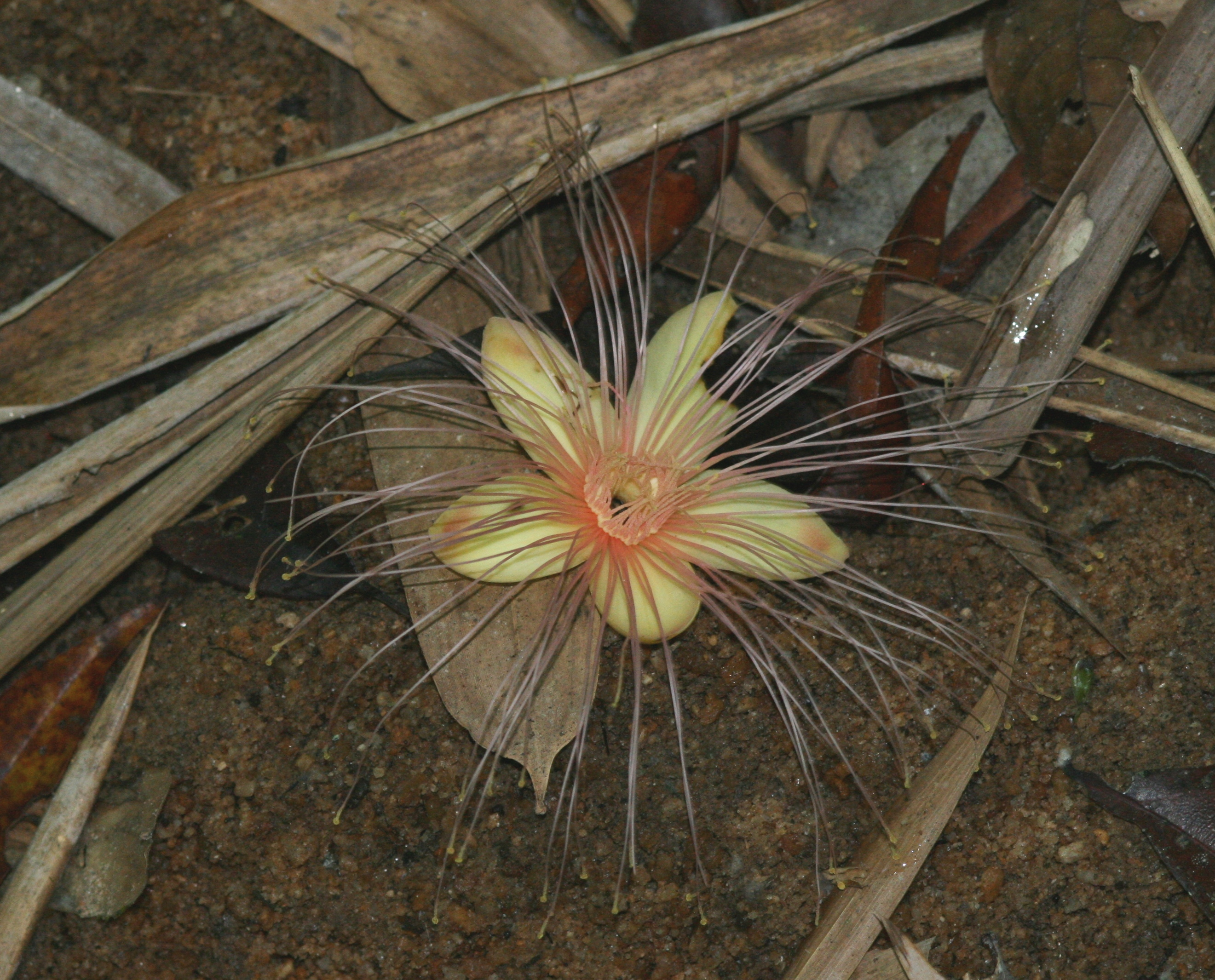
Květ Caryocar microcarpum

Karyokarovité (Caryocaraceae) je čeleď vyšších dvouděložných rostlin z řádu malpígiotvaré (Malpighiales).

## Popis
Stálezelené stromy nebo výjimečně i keře se střídavými nebo vstřícnými složenými listy s opadavými palisty nebo bez palistů.
Vysoké stromy nezřídka s opěrnými pilíři.
Listy jsou zubaté nebo vroubkované, nejčastěji trojčetné, někdy redukované na jediný lístek.
Květy jsou velké a nápadné, oboupohlavné, pravidelné, v koncových hroznech. Kalich je z 5 (výjimečně 6) srostlých lístků. Koruna
je z 5 (6) lístků volných nebo srostlých na bázi.
Tyčinek je mnoho, jsou na bázi srostlé do prstence a nejčastěji opadávají vcelku společně s korunou, nejvnitřnější tyčinky jsou
kratší, sterilní a produkují nektar. Semeník je svrchní, srostlý ze 4 až 20 plodolistů a se stejným počtem komůrek a
volných čnělek. V každém plodolistu je 1 vajíčko. Plod je peckovicovitý, rozpadající se na jednosemenné díly
(merikarpia).

## Rozšíření
Karyokarovité se vyskytují v tropické Americe od Kostariky po Paraguay a Brazílii. Centrum druhové diversity je v deštném
pralese Amazonie, na zaplavovaných i nezaplavovaných půdách.

## Ekologické interakce
Květy rodu karyokar (Caryocar) jsou opylovány netopýry, přilákanými nektarem. Večer se květy vynoří se nad větvovím stromu
a otevírají se, v časném ránu pak koruna vcelku spolu s přirostlými tyčinkami opadává. Květy rodu Anthodiscus jsou opylovány
hmyzem, pravděpodobně ponejvíce včelami.
Plody karyokaru jsou pojídány hlodavci, kteří pravděpodobně také šíří semena.

## Taxonomie
V převážné většině dřívějších taxonomických systémů byla čeleď Caryocaraceae řazena do řádu čajovníkotvaré (Theales) v rámci
podtřídy Dilleniidae.
V systému APG došlo v této skupině ke značným přesunům a čeledi bývalého řádu čajovníkotvaré (Theales) se ocitly na
nejrůznějších místech systému vyšších dvouděložných rostlin. Čeleď Caryocaraceae byla přesunuta do řádu
malpígiotvaré (Malpighiales)

## Zástupci
- karyokar (Caryocar)[1]

## Význam
Dřevo stromů čeledi karyokarovité je tvrdé, velmi odolné proti hmyzu a je často využíváno ke stavbě lodí.
Semena i dužnina (mesokarp) mnohých druhů rodu karyokar jsou jedlé, druh Carycar nuciferum je za tímto účelem
v tropech občas i pěstován. Z dužniny plodů karyokarů připravují brazilští indiáni kvašený nápoj. Plody obou rodů obsahují
triterpenoidní saponiny a je z nich připravován extrakt používaný jako rybí jed při jednom z tradičních způsobů rybolovu.
Kůra druhu Anthodiscus obovatus je kolumbijskými indiány kmene Tucano používána jako součást šípového jedu, jehož hlavní složkou je výtažek z liány rodu kulčiba (Strychnos).

## Seznam rodů
Anthodiscus, Caryocar